# Butler-Memorandum
Das Butler-Memorandum (eigentlich: The Katyn Massacre and the Reactions in the Foreign Office. Memorandum by the Historical Adviser) ist ein seinerzeit geheimgehaltener Bericht über die Haltung der britischen Regierung zum Massaker von Katyn, den in deren Auftrag der Historiker Rohan D’Olier Butler 1973 verfasst hat. Der 44-seitige Bericht analysiert die Stellungnahmen von Experten des Foreign Office zur Frage nach Täterschaft und Zeitpunkt (sowjetischer Geheimdienst NKWD im Frühjahr 1940 oder deutsche Besatzer im Spätsommer 1941) und empfiehlt, weiterhin dazu öffentlich keine Stellung zu beziehen.

## Vorgeschichte
Im Februar 1943 entdeckten Soldaten der Wehrmacht in einem Wald unweit des russischen Dorfes Katyn bei Smolensk ein Massengrab mit den Leichen von in Uniform verscharrten polnischen Offizieren. Am 11. April 1943 sendete die vom Reichspropagandaministerium in Berlin kontrollierte englischsprachige Presseagentur Transocean einen ersten Bericht darüber. Unter Historikern herrscht Einigkeit darüber, dass Propagandaminister Joseph Goebbels mit der Katyn-Kampagne, die die sowjetische Geheimpolizei der Täterschaft bezichtigte, einen Keil zwischen die Westalliierten und die Sowjetunion treiben wollte.
Die britische Regierung sah sich angesichts der Berichterstattung der internationalen Presse in einem Dilemma. Denn sie war Schutzmacht der polnischen Exilregierung in London. Die Berichte über Katyn bedeuteten, dass einer ihrer Verbündeten Offiziere eines anderen Verbündeten ermordet hatte. Der britische Botschafter bei der Exilregierung, Owen O’Malley, kam nach der Auswertung aller ihm zur Verfügung stehenden Berichte über Katyn zum Ergebnis, dass in der Tat der NKWD die Polen ermordet habe. Hingegen sahen andere Experten des Foreign Office mehr Hinweise auf deutsche Täter. Premierminister Winston Churchill und Außenminister Anthony Eden beschlossen aufgrund der widersprüchlichen Bewertungen, keine öffentliche Stellungnahme abzugeben. Doch geißelte Eden in Auftritten vor dem Unterhaus die Propagandakampagne Goebbels und erweckte somit den Eindruck, er akzeptierte die sowjetische Version, nach der die Deutschen die Polen ermordet haben. Die überwältigende Mehrheit der britischen Zeitungen übernahm die von Moskau propagierte Version von der deutschen Täterschaft.
Als zu Beginn des Nürnberger Prozesses gegen die Hauptkriegsverbrecher im November 1945 der sowjetische Hauptankläger Roman Rudenko das Massaker von Katyn auf der Liste der zu verhandelnden deutschen Kriegsverbrechen aufführte, wies die britische Regierung ihre Delegation an, der sowjetischen Seite dieses Feld widerspruchslos zu überlassen. Allerdings setzte die amerikanische Delegation durch, dass Katyn aus der Anklage gestrichen wurde.
London unterstützte auch nicht die Arbeit der Madden-Kommission, eines Untersuchungsausschusses des Repräsentantenhauses in Washington, der 1951/52 aufklären sollte, ob die Regierung von Franklin D. Roosevelt in den Jahren 1943 bis 1945 Dokumente über das Massaker von Katyn unterdrückt hat.
Anfang der 1970er Jahre traten polnische Emigrantenvereine an die Behörden in London heran, weil sie auf einem Platz im zentralen Stadtteil Chelsea ein Denkmal für die Opfer von Katyn errichten wollten. Als Jahreszahl sollte 1940 angegeben werden, womit als Täter der NKWD gebrandmarkt würde. Die Initiative unterstützten Abgeordnete der Konservativen Partei, darunter Winston Spencer Churchill, ein Enkel des früheren Premierministers, und Nicholas Bethell, ein prominenter Publizist und Historiker. Doch die konservative Regierung unter Edward Heath lehnte die Initiative ab, weil Moskau dagegen protestierte und sie deshalb Nachteile für in der Sowjetunion engagierte britische Firmen befürchtete. Damit aber löste sie eine politische Kontroverse aus. Der frühere britische Botschafter bei der Exilregierung, Owen O’Malley, warf der Regierung und den Vorgängerkabinetten schweres Fehlverhalten, Fahrlässigkeit und Ignoranz vor.

## Inhalt des Memorandums
Angesichts des öffentlichen Drucks beauftragte die Regierung 1971 den Historiker Rohan D’Olier Butler, der offiziell als Berater des Außenministeriums fungierte, mit der Erstellung eines internen Dossiers über die Haltung Londons zu Katyn. Das Butler-Memorandum legt dar, dass die Fachbeamten des Foreign Office und die mit Katyn unmittelbar befassten Diplomaten keinen Zweifel an der sowjetischen Täterschaft gehabt hätten. Der Verfasser beschreibt, wie die Experten die Dokumentationen zu Katyn bewertet haben, darunter die Berichte der von den deutschen Besatzern einberufenen Internationalen Ärztekommission, der sowjetischen Burdenko-Kommission, der amerikanischen Madden-Kommission, des Polnischen Roten Kreuzes, verfasst von Kazimierz Skarżyński, sowie das Gutachten des polnischen Gerichtsmediziners Marian Wodziński, die vom Schriftsteller Józef Mackiewicz im Auftrag der Exilregierung zusammengestellte Materialsammlung und den Augenzeugenbericht des Wirtschaftsprofessors Stanisław Swianiewicz. Aufgeführt wurde in der Denkschrift auch der Leningrader Prozess von 1946, in dem der deutsche Soldat Arno Dürre wegen angeblicher Beteiligung am Massenmord von Katyn zu 15 Jahren Arbeitslager verurteilt wurde.
Butler legte dar, dass es auf der Leitungsebene des Foreign Office vor allem wegen des starken internationalen Echos auf den Bericht der von Moskau eingesetzten Untersuchungskommission (Burdenko-Kommission), der den Deutschen die Täterschaft zuschreibt, „einige Unsicherheiten“ gegeben habe. Er sprach die Empfehlung aus: „Wir sehen keinen Vorteil darin, das Schweigen zu brechen, das wir fast 30 Jahre lang bewahrt haben.“ (We see no advantage in breaking the silence that we have preserved for nearly 30 years.)
Die Denkschrift ging 1973 in kleiner Auflage in Druck, sie war nur für den Dienstgebrauch und nicht für die Öffentlichkeit bestimmt.

## Konsequenzen
Die britische Regierung hielt an der von Butler empfohlenen Linie bis 1990 fest, als der sowjetische Parteichef Michail Gorbatschow die Täterschaft des NKWD bestätigte.
Das Butler-Memorandum wurde erst 2003 aus Anlass des 60. Jahrestages der Entdeckung der Massengräber im Wald von Katyn veröffentlicht.
Das umstrittene Denkmal wurde nicht im Stadtteil Chelsea errichtet, sondern 1976 auf dem Friedhof von Gunnersbury in einem Randbezirk. Der Schriftzug auf dem Obelisk lautet: Katyn 1940.